# Festa dei santi Cosma e Damiano a Riace
San Cosimu e San Damianu lapritindi li porti pe dispensari grazi a li divoti vostri»
(Canto di preghiera popolare in dialetto calabrese meridionale)

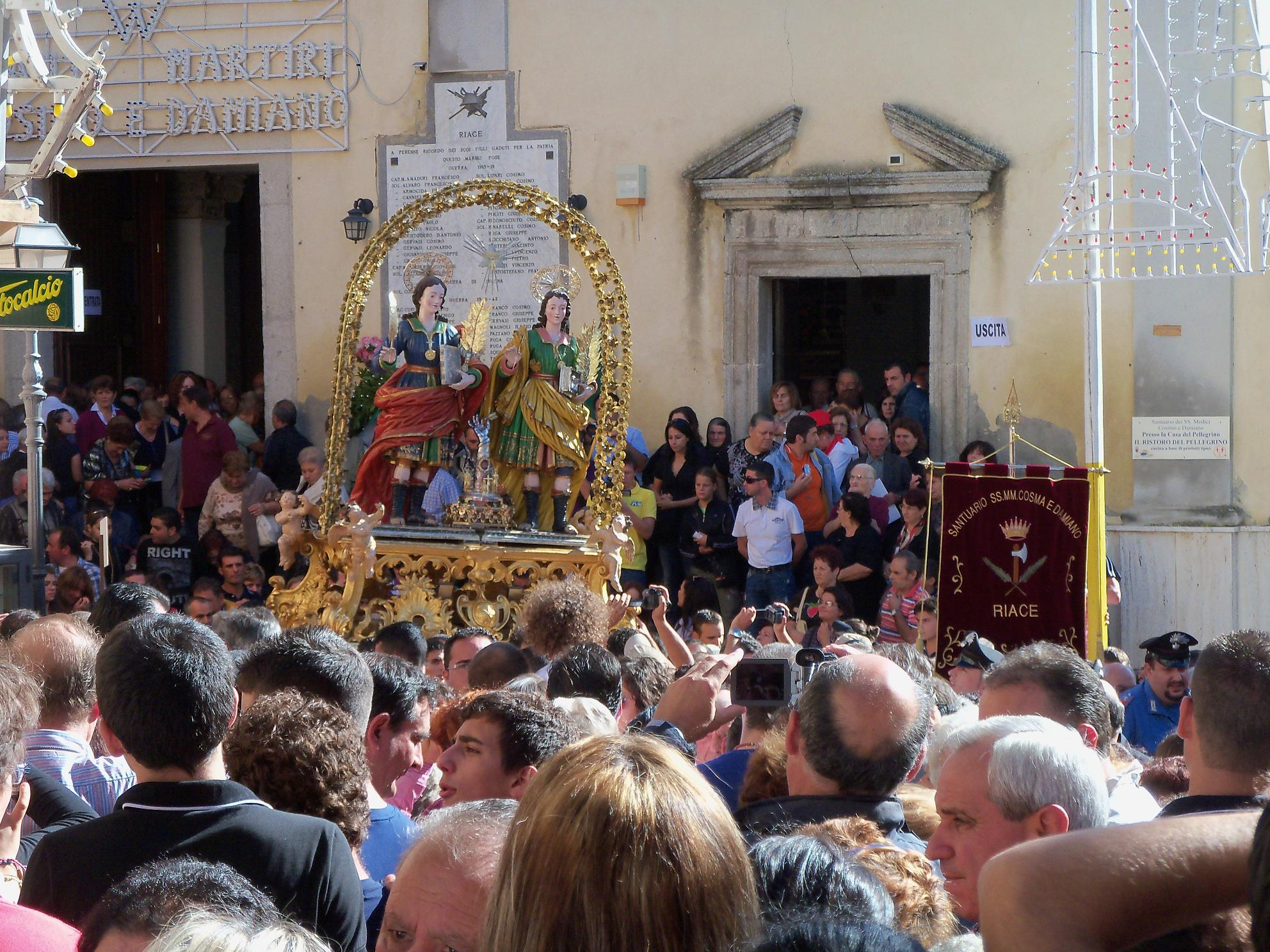
Festa dei santi Cosma e Damiano nel 2010

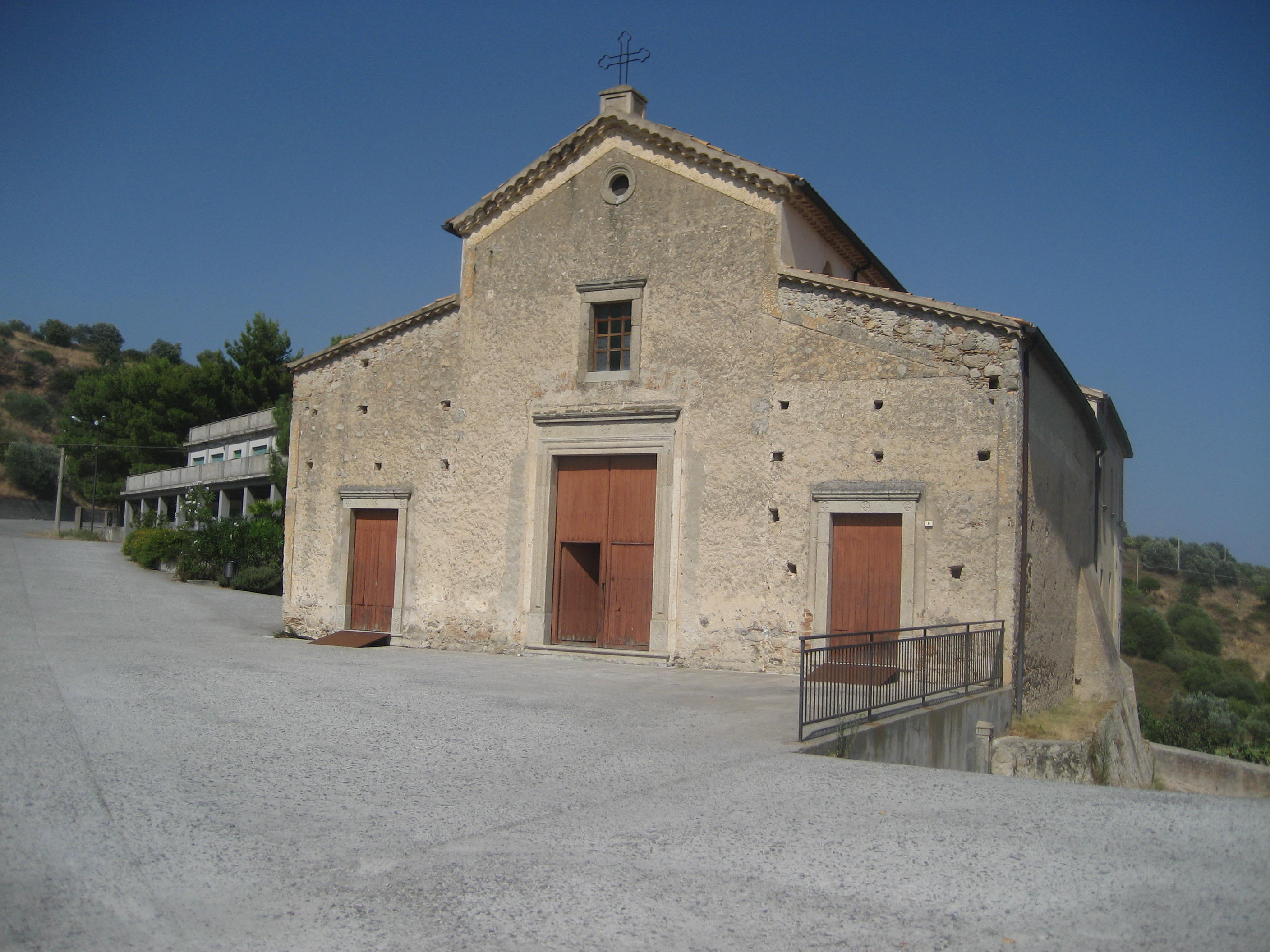
Santuario dei S.Cosma e S.Damiano

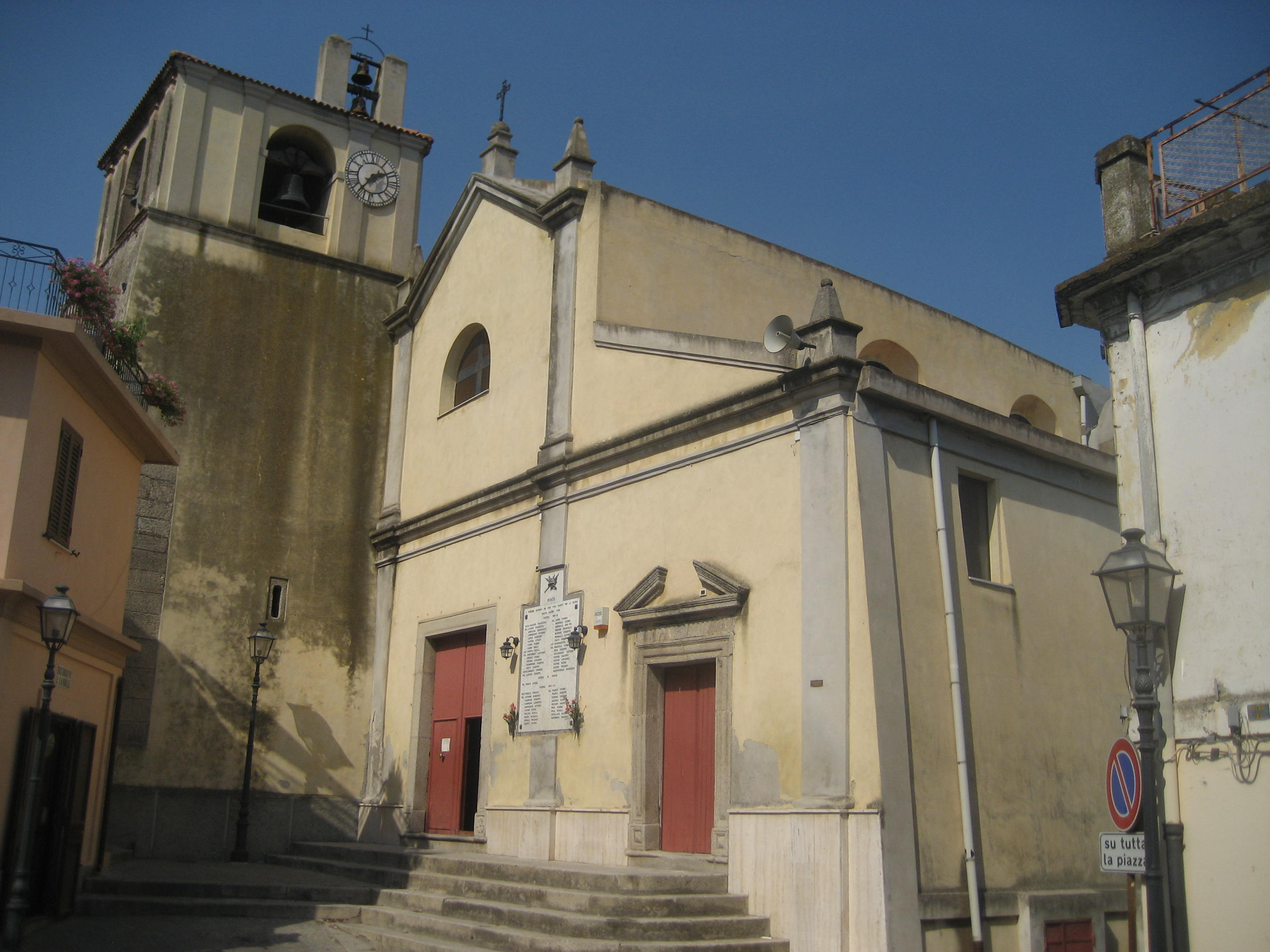
Chiesa di Santa Maria Assunta di Riace

La festa in onore dei santi Cosma e Damiano è un evento che si svolge dal 25 al 27 settembre ogni anno a Riace (RC) in onore dei santi Cosma e Damiano. Riace li festeggia anche la seconda domenica di maggio di ogni anno.

## Storia
La festa avrebbe avuto origine nel 1669 quando a Roma giunsero le reliquie dei due santi, i quali divennero anche patroni della città nel 1734.
Tra gli anni '50 e '60 del XX secolo l'emigrazione dei calabresi e dei meridionali in generale ha portato anche i riacesi a emigrare verso l'Italia settentrionale ed in particolare verso Santena, comune della Provincia di Torino dove dal 1965 grazie all'associazione SS. MM. Cosma e Damiano (fondata nel 1973) è nata la festa dei santi Cosma e Damiano di Santena.
La festa è diventata così importante in Piemonte da eclissare la festa del patrono di Santena.

## La festa di maggio
La "festa di maggio" o "festa del Braccio" è prettamente una festa della comunità cattolica riacese, che si svolgeva per tenere lontana la siccità della terra.
Le reliquie dei santi della chiesa matrice di Santa Maria Assunta vengono portate in processione attraverso sentieri di campagna, per raggiungere poi la marina di Riace, ed imbarcare la teca d'argento con la reliquia a forma di braccio verso uno scoglio, che tradizione vuole, che sia rimasta l'impronta di Cosma dopo che ebbe attraversato il mare dall'Arabia.
Infine si giunge al castedu (castello).
Durante la processione i contadini in segno di devozione ponevano alla base della teca offerta in grano, fave, piselli e rami d'ulivo.

## La festa di settembre

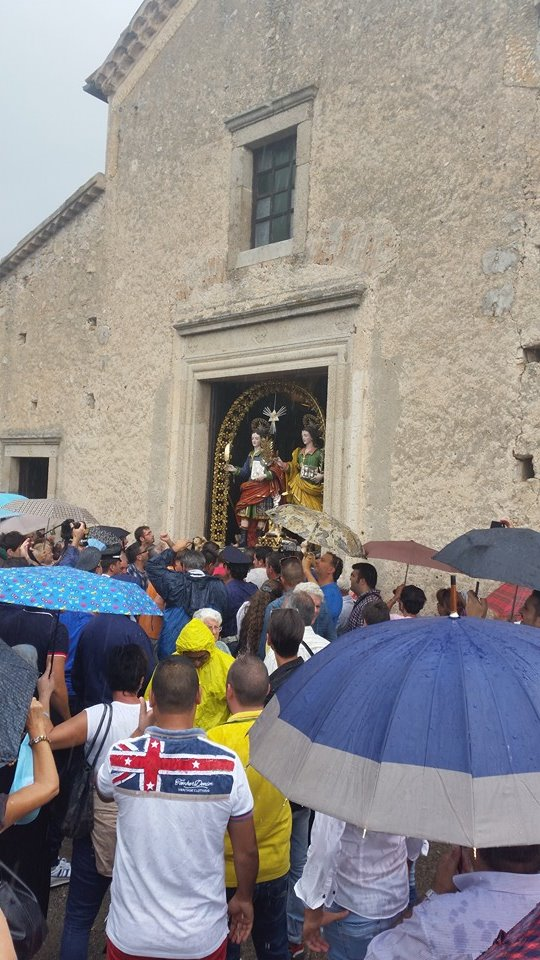
Le statue dei santi Cosma e Damiano al santuario nella festa del 2014

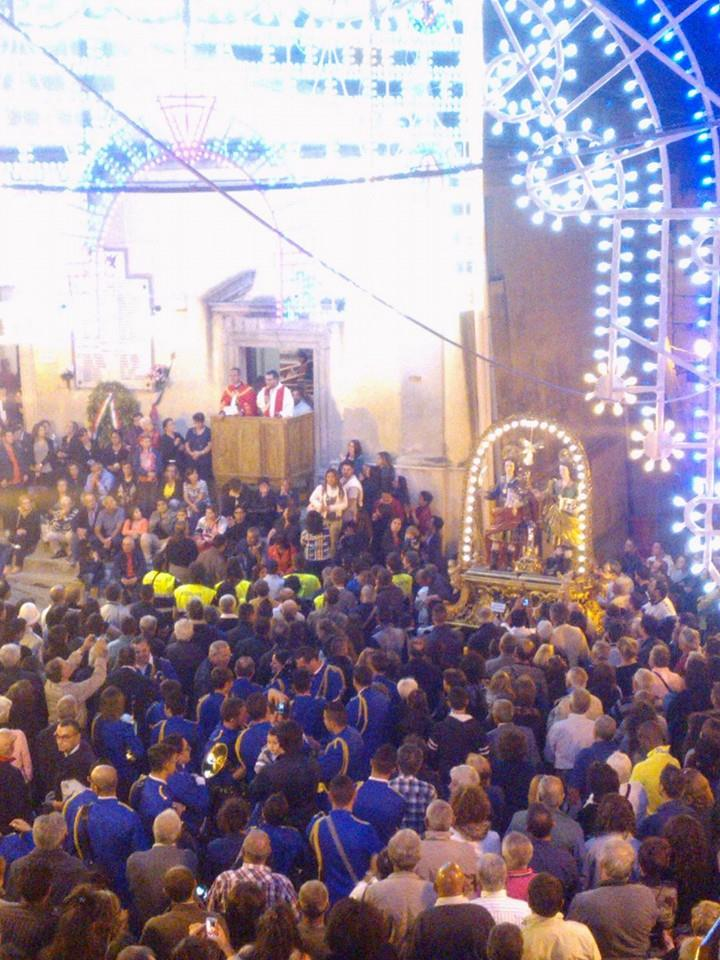
Predica conclusiva al termine della processione di rientro dal Santuario alla Chiesa Matrice nella festa del 2014

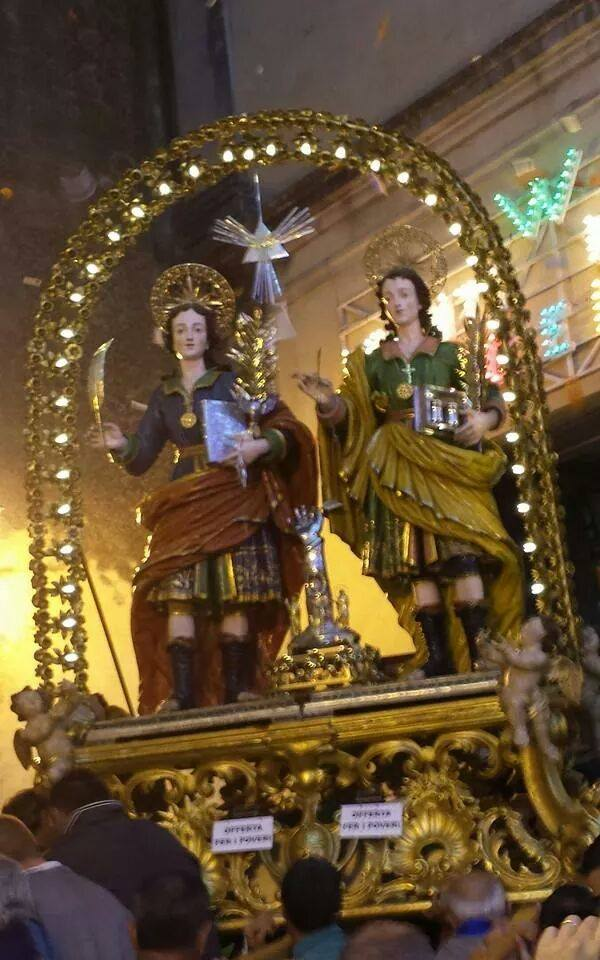
Il rientro dei santi alla Chiesa Matrice nella festa del 2014

Le statue dei santi vengono portate in processione per il paese e riportate alla chiesa matrice il terzo giorno.
La festa che va dal 25 al 27 settembre è una festa in cui partecipano anche devoti dei paesi limitrofi che in pellegrinaggio giungono a piedi fino a Riace da paesi come Serra San Bruno (41 km) e Brognaturo (43 km).
C'è inoltre una grande partecipazione delle comunità Rom e Sinti per la venerazione dei santi e per i quali si intonano canti e si ballano tarantelle e per la venerazione di beato Zeffirino Gimenez Malla (Ceferino) detto “El Pelè” martire gitano, ucciso durante la guerra civile in Spagna e raffigurato in un quadro nella chiesa di Riace. 
In occasione della festa si potrà vedere che la tarantella calabrese ballata è la particolare danza di curtegli, ovvero quel particolare ballo che si svolge in coppia tra uomo e uomo e dove oltre a danzare si mima una sorta di combattimento, una volta con i coltelli, ora con la mano che ne imita la forma. Il ballo un tempo serviva magari a risolvere questioni irrisolte tra i due contendenti senza che però ci fossero gravi conseguenze tra i partecipanti come ci sarebbero state in un duello vero proprio.
Come ex voto i devoti portano riproduzioni in cera benedette delle parti del corpo guarite dai santi e dolci locali a base di farina e miele.

### 25 settembre
Nella chiesa matrice addobbata con u paratu, decorazioni in stoffa colorata, si esegue a calata dei santi ovvero l'esposizione dei santi sull'altare centrale della chiesa per la venerazione e le offerte ex voto dei fedeli. Arrivano i Rom e i Sinti da tutta la Calabria sin dall'alba che ballano tarantelle.
La prima notte di veglia i devoti riacesi e i pellegrini giunti pregano e cantano per ottenere una grazia e in analogia al rito dell'incubazione dormono a terra.

### 26 settembre
La mattina del 26 settembre i Rom e i Sinti partono dal santuario per giungere alla chiesa matrice, a ritmo di danza, dove nel frattempo si preparano a far uscire i santi dalla chiesa. Così la comunità di credenti del santuario e della chiesa si riuniscono tra gioia e giubilio e al suono di tamburelli incomincia la processione dei due santi.
Una volta giunti al santuario dei santi Cosma e Damiano viene offerto uno spettacolo pirotecnico ed una volta concluso le statue dei santi vengono riposte all'interno.
La sera inizia la seconda veglia.

### 27 settembre
Il pomeriggio del 27 settembre i santi vengono riportati in processione verso la chiesa matrice e la festa si conclude.

## Canti popolari per i santi Cosma e Damiano
- Canto dei pellegrini:

stannu arrivandu di tantu luntanu porgitigli la manu

San Cuoscimu e san Domianu aprite li porti ca stannu arrivandu li divoti vostru
stannu arrivandu di tantu luntanu porgitigli la manu»
(Canzone popolare dei pellegrini)
- Canto dei Pellegrini di Brognaturo:

pe grazia ricevuta li veneramu

la strada faciendu nce na muntagnella a li suoi piedi nce na grotticella

da dintra li pellegrini di brignanturi si misaru a prigari e a cantari d'amuri

ca da nce na madonna tantu bedda, è la Madonna di Monte Stella

io na grazia ti cercu Madonna mia

qua non c'è odiu ne

qua nc'esta sempri gioia e amuri

e ogni annu vi viegnu a trovari

u 24 settembri nui ni vidimu

a menzanotta la missa ti cantamu

quandu all'arba nui mi ndi jamu

dintra lu curi nui ti portamu

pecchì tu si la mamma tantu bella

si la Madonna di Monte Stella

e tu si la mamma di lu Divinu

e si la mamma di lu pellegrinu

e si la mamma di stru pellegrinu»
(Canzone popolare dei pellegridi di Broganturo ai Santi Cosma e Damiano e alla Madonna di Monte Stella)